# Bluesmobile

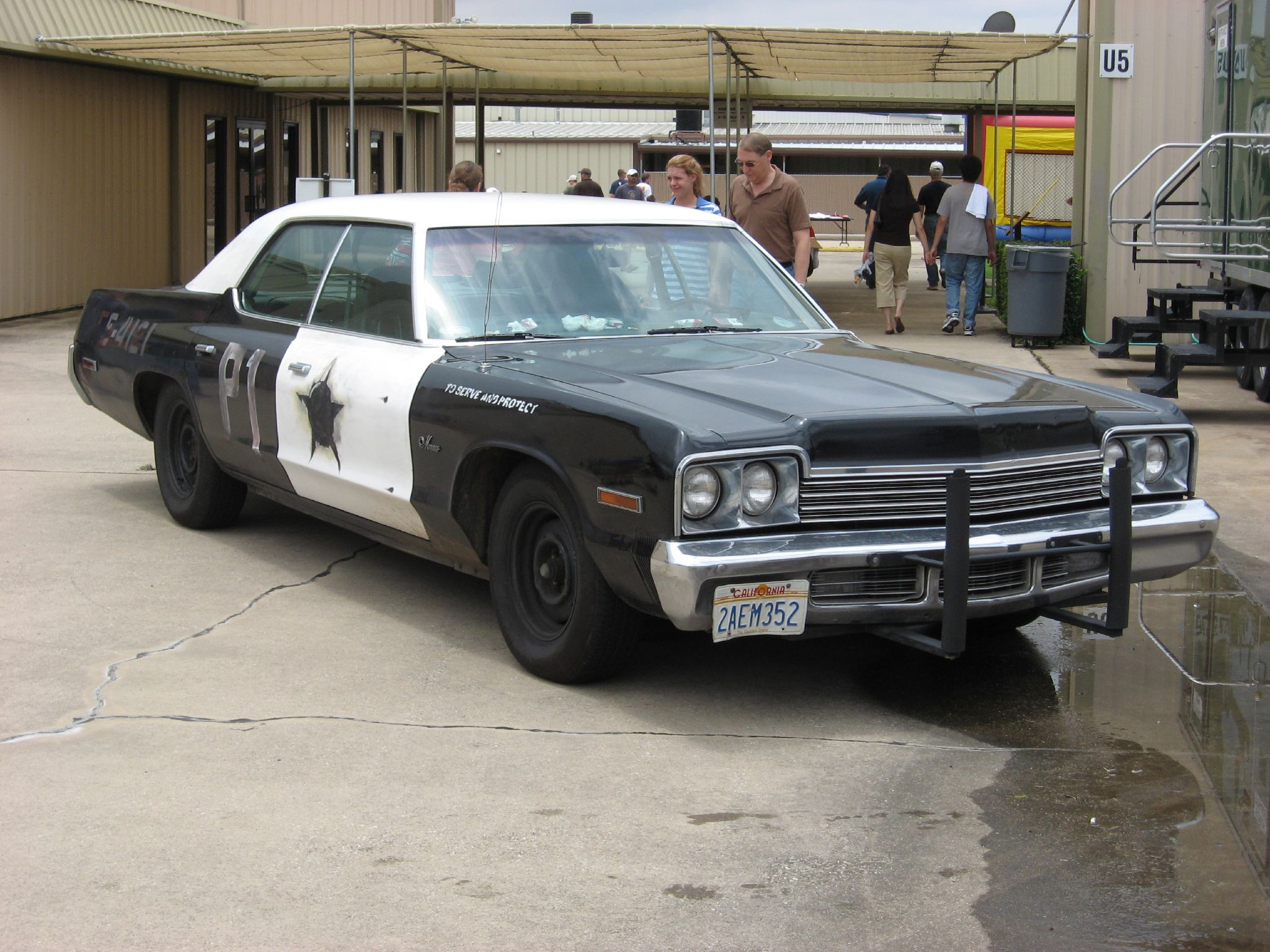
En Dodge Monaco Sedan, målad som i The Blues Brothers.

Bluesmobile (i filmen även kallad "copmobile" efter engelskans ord för polisbil) är en 1974 års Dodge Monaco Sedan som kördes av bröderna Jake och Elwood Blues i filmen The Blues Brothers.

## Karaktär
I filmen sägs det vara en polisbil från Mount Prospect, Illinois, som Elwood köpt på en auktion. Bilen har ett utseende som är identisk med en polisbil från 1974, så när som på att blå-(röd?)-ljusen har tagits bort. Bilen är alltså svart-och-vitmålad och har dekaler i form av en stjärna samt texten "to serve and protect". Bilen hade en nummerplåt från Illinois med texten "BDR 529".

## Föregångare
Bröderna Blues hade tidigare en (annan) "bluesmobile", alltså innan Elwood köpte polisbilen. I filmen får man inte veta mer än att denna var en Cadillac som Elwood bytt bort mot en stor mikrofon.

## Valet av modell
Valet av bilmodell till filmen berodde på att detta var den, enligt Dan Aykroyd, hetaste av de bilmodeller som använts som polisbil i USA under 1970-talet.

## Olika exemplar
Under inspelningen av filmen användes totalt 11 olika exemplar av Dodge Monaco Sedan, alla tidigare polisbilar. De trimmades och ställdes in för olika ändamål, som hastighet, fjädring eller förmågan att helt sonika falla i bitar.